# Syneuodynerus zavattarianus
Syneuodynerus zavattarianus är en stekelart som först beskrevs av Giordani Soika 1944.  Syneuodynerus zavattarianus ingår i släktet Syneuodynerus och familjen Eumenidae. Inga underarter finns listade i Catalogue of Life.